# Vegby
Vegby – miejscowość (tätort) w Szwecji, w regionie administracyjnym (län) Västra Götaland, w gminie Ulricehamn.
Według danych Szwedzkiego Urzędu Statystycznego liczba ludności wyniosła: 575 (31 grudnia 2015), 555 (31 grudnia 2018) i 565 (31 grudnia 2019).